# Gnophaela continua
Gnophaela continua là một loài bướm đêm thuộc phân họ Arctiinae, họ Erebidae.